# Kabinet-Kaifu I
Het kabinet–Kaifu I (Japans: 第1次海部内閣) was de regering van het Keizerrijk Japan van 10 augustus 1989 tot 28 februari 1990.

## Kabinet–Kaifu I (1989–1990)
| Ambtsbekleder                                                | Ambtsbekleder     | Ambtsbekleder                             | Functie                                    | Ambtstermijn     | Ambtstermijn     | Partij |
| ------------------------------------------------------------ | ----------------- | ----------------------------------------- | ------------------------------------------ | ---------------- | ---------------- | ------ |
|                                                              | Toshiki Kaifu     | Toshiki Kaifu 海部 俊樹 (1931–2022)       | Premier                                    | 10 augustus 1989 | 5 november 1991  | LDP    |
|                                                              | Hiromu Nonaka     | Norio Yamashita 山下徳夫 (1919–2014)      | Secretaris- generaal                       | 10 augustus 1989 | 25 augustus 1989 | LDP    |
|                                                              | Mayumi Moriyama   | Mayumi Moriyama 森山眞弓 (1927–2021)      | Secretaris- generaal                       | 25 augustus 1989 | 28 februari 1990 | LDP    |
|                                                              | Kozo Watanabe     | Kozo Watanabe 渡部恒三 (1932–2020)        | Minister van Binnenlands Zaken             | 10 augustus 1989 | 28 februari 1990 | LDP    |
| Voorzitter van de Commissie voor Openbare Orde en Veiligheid | Kozo Watanabe     | Kozo Watanabe 渡部恒三 (1932–2020)        |                                            | 10 augustus 1989 | 28 februari 1990 | LDP    |
|                                                              | Taro Nakayama     | Taro Nakayama 中山太郎 (1924)             | Minister van Buitenlandse Zaken            | 10 augustus 1989 | 5 november 1991  | LDP    |
|                                                              | Ryutaro Hashimoto | Ryutaro Hashimoto 橋本 龍太郎 (1937–2006) | Minister van Financiën                     | 10 augustus 1989 | 15 oktober 1991  | LDP    |
|                                                              |                   | Masao Goto 後藤正夫 (1913–2000)           | Minister van Justitie                      | 10 augustus 1989 | 28 februari 1990 | LDP    |
|                                                              | Hikaru Matsunaga  | Hikaru Matsunaga 松永光 (1928–2022)       | Minister van Economische Zaken             | 10 augustus 1989 | 28 februari 1990 | LDP    |
|                                                              |                   | Saburo Toida 戸井田三郎 (1918–1996)       | Minister van Volksgezondheid en Welzijn    | 10 augustus 1989 | 28 februari 1990 | LDP    |
|                                                              |                   | Joji Fukushima 福島譲二 (1927–2000)       | Minister van Arbeid                        | 10 augustus 1989 | 28 februari 1990 | LDP    |
|                                                              | Kazuya Ishibashi  | Kazuya Ishibashi 石橋一弥 (1922–1999)     | Minister van Onderwijs                     | 10 augustus 1989 | 28 februari 1990 | LDP    |
|                                                              | Takami Eto        | Takami Eto 江藤隆美 (1925–2007)           | Minister van Transport en Infrastructuur   | 10 augustus 1989 | 28 februari 1990 | LDP    |
|                                                              |                   | Noboru Harada 原田昇左右 (1923–2006)      | Minister van Bouw en Constructie           | 10 augustus 1989 | 28 februari 1990 | LDP    |
|                                                              | Michihiko Kano    | Michihiko Kano 鹿野道彦 (1942–2021)       | Minister van Landbouw, Bosbouw en Visserij | 10 augustus 1989 | 28 februari 1990 | LDP    |
|                                                              |                   | Chipachi Oishi 大石千八 (1935–2011)       | Minister van Communicatie en Post          | 10 augustus 1989 | 28 februari 1990 | LDP    |
|                                                              | Juro Matsumoto    | Juro Matsumoto 松本十郎 (1918–2011)       | Directeur- generaal van de JSDF            | 10 augustus 1989 | 28 februari 1990 | LDP    |